# Bessarabskaia jizn
Bessarabskaia jizn (în rusă Бессарабская жизнь, în română Viața basarabeană) a fost un cotidian în limba rusă tipărit la Chișinău de la 1 noiembrie 1904 până în martie 1918. A avut un conținut foarte variat și a fost una dintre cele mai influente publicații din Basarabia începutului de secol XX. Cotidianul a polemizat atât cu reacțiunea locală cât și cu cea din Rusia. A publicat materiale referitoare la economia, istoria și cultura ținutului, despre situația clasei muncitoare și a țărănimii din Basarabia, luând atitudine față de presa reacționară, pronunțându-se împotriva „sutelor negre” etc. În paginile ziarului s-au regăsit și lucrări din domeniul literaturii și a teatrului. 
Ziarul a apărut cu întreruperi datorită puternicii cenzuri țariste. Numele i-a fost schimbat în repetate rânduri, astfel că s-a mai numit și Bessarabia, Bessarabskii krai, Bessarabskii vestnik („Mesagerul basarabean”), Segodniașniaia bessarabskaia jizn („Viața Basarabiei de azi”).